# Даниельсон, Николай Францевич
Никола́й Фра́нцевич Дание́льсон (26 января (7 февраля) 1844, Москва — 3 июля 1918, Петроград) — русский экономист, публицист-народник, издатель, переводчик «Капитала» Карла Маркса на русский язык и автор первого завершённого перевода трёх томов «Капитала», один из идеологов и теоретиков либерального народничества.

## Юность
Николай Францевич Даниельсон родился в 1844 году в Москве в купеческой семье. Его предки со стороны отца происходили из Финляндии. Отец, Франц Фёдорович, числился купцом города Тавастгуса (ныне Хяменлинна), мать, Юлия Даниельсон, рождённая Ефимова, родилась в Москве, также принадлежала купеческому сословию. Дед и отец Николая были пивоварами. Отец умер вскоре после рождения сына, и семья быстро обеднела.
В августе 1855 года одиннадцатилетнего Николая привезли в Санкт-Петербург и зачислили на казённый счёт в штат воспитанников Петербургского коммерческого училища. В мае 1862 года он успешно сдал выпускные экзамены, был награждён серебряной медалью с похвальной грамотой, удостоен званием кандидата коммерции и личным почётным гражданством.
Затем на правах вольнослушателя посещал лекции в Петербургском университете, где познакомился с Германом Лопатиным, дружбу с которым он сохранил до последних дней. Университетский курс не был завершён Даниельсоном из-за материальных затруднений, обучение прекратилось в 1863 году.

## Общество взаимного кредита

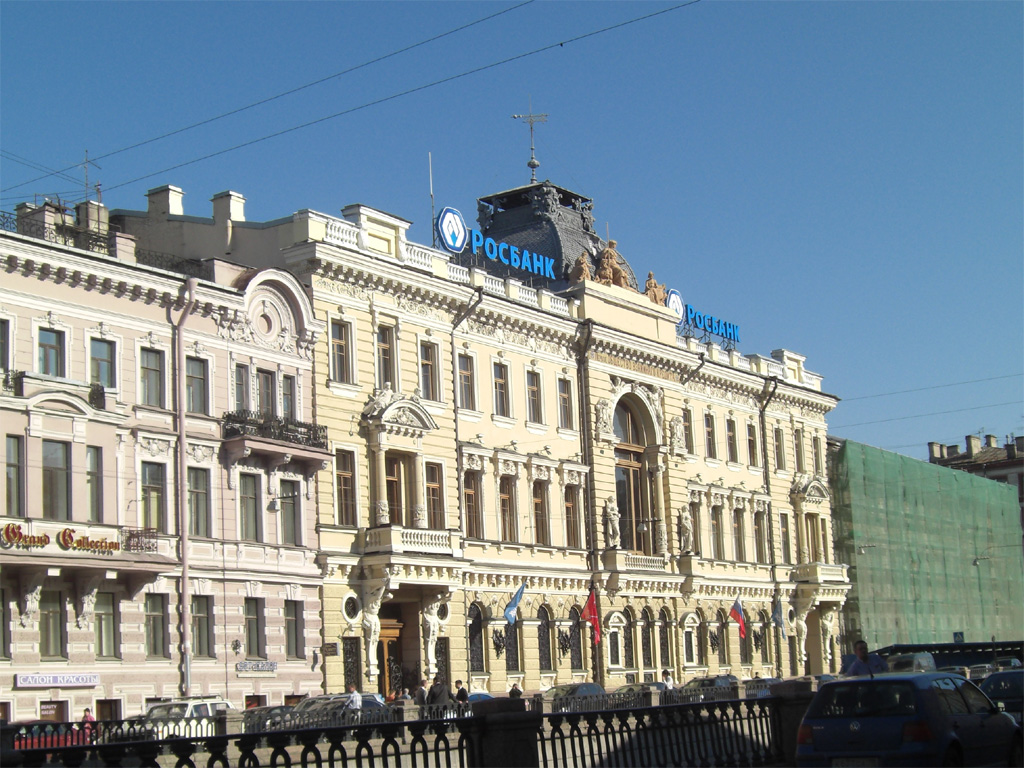
Здание Санкт-Петербургского общества взаимного кредита

В марте 1864 года в Петербурге организовано по инициативе Е. И. Ламанского (бывшего управляющего Государственным банком) первое российское независимое кредитное учреждение — Общество взаимного кредита. Членами общества могли быть лица с умеренными доходами. Один из учредителей ОВК — купец Н. И. Любавин, отец Н. Н. Любавина, товарища Даниельсона по Коммерческому училищу. В 1864 году Даниельсон поступает в ОВК на должность бухгалтера, затем главного бухгалтера, с 1877 года главный контролёр.
Впоследствии у него неоднократно появляется возможность стать членом Правления или войти в состав Совета Общества, но он всякий раз отклоняет предложения перейти в состав управляющих. В 1914 году был отмечен полувековой юбилей его службы в ОВК. Служба в Обществе стала единственным источником дохода, на эти средства происходило финансирование некоторых оппозиционных изданий, оказывалась помощь Г. А. Лопатину.
Здание ОВК на Екатерининском канале стало конспиративным местом для переписки оппозиционных деятелей, здесь назначались встречи писателям, учёным и публицистам М. А. Антоновичу, Г. А. Лопатину, Ф. В. Волховскому, Н. К. Михайловскому, Н. Ф. Анненскому, В. О. Ковалевскому, С. В. Ковалевской, С. Н. Кривенко, Г. И. Успенскому, В. Г. Короленко, Д. И. Рихтеру, А. И. Чупрову, Н. А. Каблукову, А. Ф. Фортунатову, В. И. Покровскому, Н. Н. Любавину, и др.

## Революционные кружки конца 60-х гг

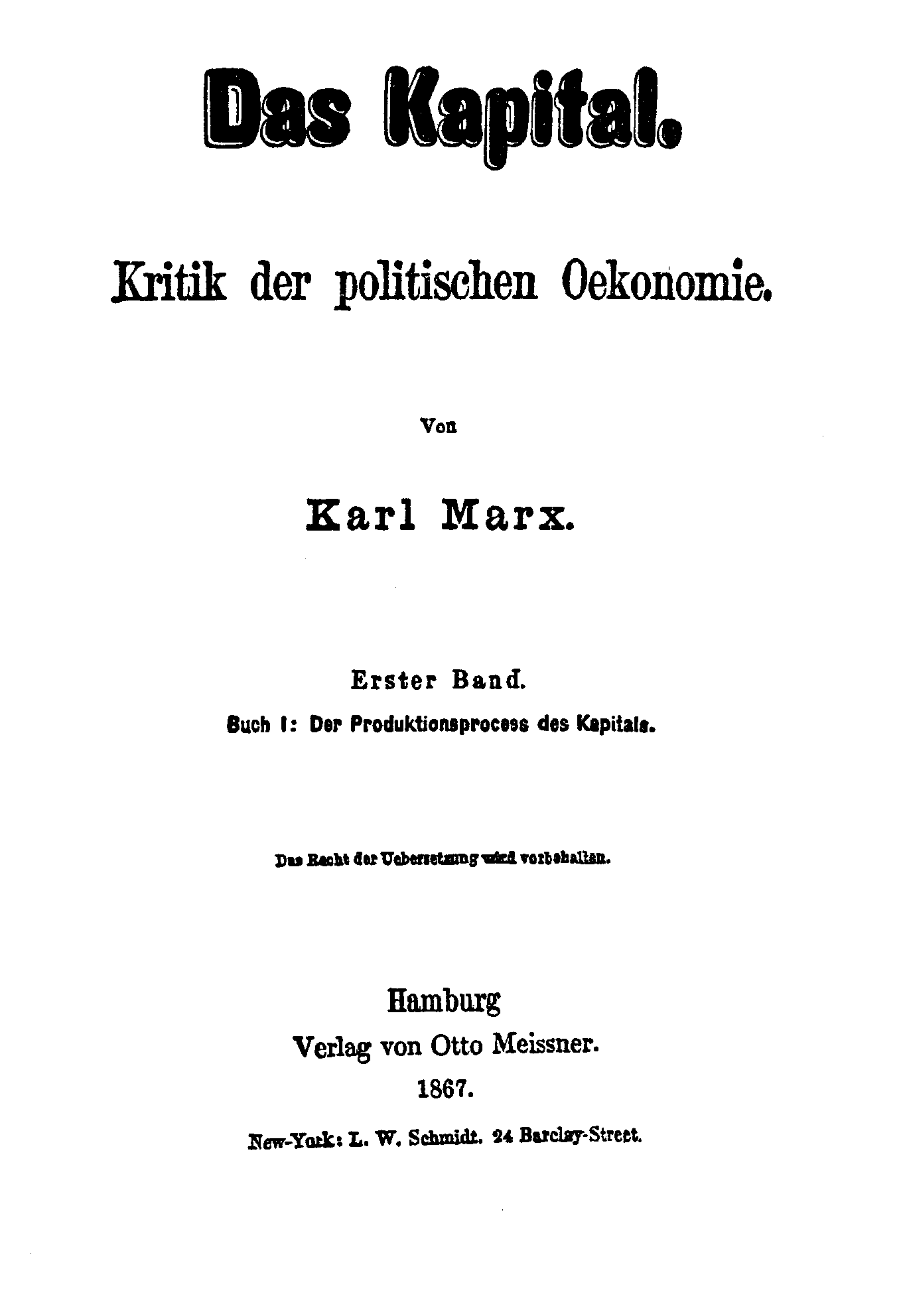
«Капитал», титульный лист первого тома издания Отто Мейснера, Гамбург, 1867 год

Покинув университет, Даниельсон продолжает заниматься самостоятельно. Его интересуют как естественные науки, так и общественные. Он изучает биологию, химию, историю, экономику, математику, астрономию, философию, социологию и иностранные языки. Не получив университетского образования, он, тем не менее, становится одним из самых образованных и начитанных людей своего времени. Этому способствовало также многолетнее собирание библиотеки экономической и социологической литературы.
С осени 1866 года Даниельсон входит в кружок Лопатина — М. Ф. Негрескула: И. И. Билибин, Ф. В. Волховский, П. В. Михайлов, Н. Ф. Киршбаум. Его деятельность соприкасается с деятельностью нелегального «Рублёвого общества» (1867 год), см. ст. Герман Лопатин. В показаниях на следствии по делу о «Рублёвом обществе» Ф. В. Волховской назвал его «коммерческим предприятием издательского свойства». Общество ставило перед собой задачу легального издания современной научной литературы просветительского и популяризаторского назначения. Намеченная программа включала в себя издание книг по философии, социологии, политэкономии, а также по «рабочему вопросу». В ходе расследования Ф. В. Волховской, Г. А. Лопатин и Н. Н. Любавин были арестованы. Судебное преследование участников общества не коснулось Даниельсона.
В 1868—1869 гг. Даниельсон с переменным успехом участвует вместе с И. И. Билибиным, Негрескулом и Н. Н. Любавиным в издании книг антиправительственного содержания. В планах издателей выпуск собственного нелегального революционного журнала, в отличие от легального журнала «Библиограф», выпускавшегося Билибиным и Негрескулом, написана его программа. Аресты членов и организаторов «Народной расправы» во главе с С. Г. Нечаевым коснулись Билибина, Даниельсона, П. В. Михайлова, Негрескула. Последний вскоре умер.
Билибин (30 ноября 1869 года) и Даниельсон (6 января 1870 года) были арестованы и заключены под стражу в Петропавловскую крепость, а уже в феврале выпущены под денежный залог. В последующие годы фамилия Даниельсона больше не фигурировала в судебных протоколах, а его непосредственно оппозиционная деятельность исчерпывается переводом, редактурой экономической литературы и финансовой поддержкой деятельности Германа Лопатина.

## Переводческо-редакторская деятельность
В числе книг, намеченных к выпуску в 1867—1869 гг. был «Курс положительной философии», Огюста Конта, 6 томов. (Издание не состоялось из-за цензурных осложнений). История социал-политических партий Германии, И. Э. Йорга. (Издание также не завершено).

### Перевод «Капитала» Карла Маркса

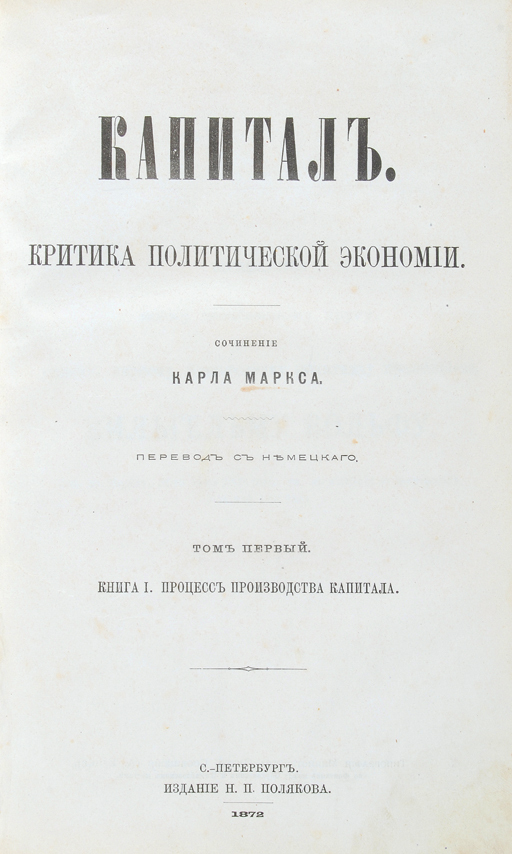
«Капитал», титульный лист первого тома издания Н. П. Полякова, 1872 год

В 1867 году вышел первый том «Капитала» Карла Маркса и в числе первых читателей тогда же был прочтён Даниельсоном. Даниельсон стал инициатором первого русского перевода знаменитого сочинения. Он начинает подыскивать издателя и переводчика для публикации книги в России. Издатель Н. П. Поляков находится сразу, сложнее обстояло с переводом книги. В русском языке не было адекватной политико-экономической терминологии. Переводчику предстояло изобретать совершенно новые определения.
В своём первом письме к Марксу от 18 сентября 1868 года Даниельсон извещает адресата о намерении издать перевод I и II томов «Капитала» в России. Он просит о поддержке в переводе и о присылке дополнительной литературы. Первым переводить «Капитал» намеревался Г. А. Лопатин, в течение года работа над переводом не начиналась. Осенью 1869 года работа была предложена нуждавшемуся в заработке М. А. Бакунину, ему был выплачен аванс. Бакунин начинает переводить, но вскоре работа прекращается, и летом 1870 года, понуждаемый С. Г. Нечаевым, Бакунин вынужден отказаться от перевода. Лопатин предлагает Даниельсону передать перевод бакунисту Н. И. Жуковскому, но Даниельсон категорически возражает.
Наконец, Лопатин, познакомившись лично и сблизившись с Марксом, решается на перевод книги под непосредственным руководством автора. С августа по ноябрь 1870 года им переведено заново приблизительно одна треть книги. Очередной нелегальный приезд Лопатина в Россию вновь прерывает его работу над переводом. В Петербурге Лопатин передал неоконченные материалы Даниельсону с просьбой закончить перевод.
К маю 1871 года работа Даниельсона над переводом близится к концу, осталась непереведённой лишь первая глава в надежде, что сам автор сможет упростить её понимание читателю. Но Маркс, загруженный борьбой с бакунистами в Интернационале, откладывает намерение адаптировать первую главу русскому читателю. Тогда по просьбе Даниельсона за её перевод берётся Н. Н. Любавин, а Даниельсон сверяет его с оригиналом. То же самое сделал Любавин в отношении перевода Даниельсона. После этого Даниельсон окончательно свёл три части перевода в единое целое, и весной 1872 года в издании Н. П. Полякова выходит первый русский (и одновременно первый иностранный) перевод «Капитала».

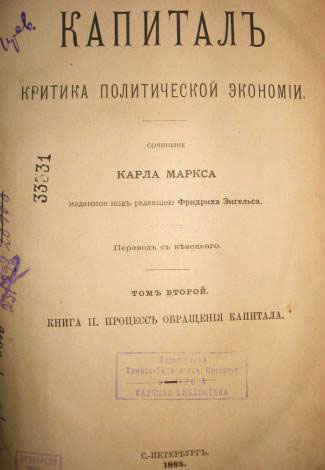
«Капитал», титульный лист второго тома, 1885 год

Самостоятельная работа над переводом последующих томов «Капитала» стала смыслом жизни Даниельсона и растянулась на четверть века. На протяжении всего этого периода он вёл переписку с К. Марксом и Ф. Энгельсом, в которой затрагивал и проблемы экономического развития России. Сам Маркс, изучив русский язык ещё в 1869 году, ревниво следил за подготовкой перевода молодым русским учёным и по мере сил помогал ему. Законченный перевод первого тома был назван им «превосходным», «мастерским».
Даниельсон существенно помог Марксу с русскими источниками для работы его над вторым томом «Капитала», где Маркс намеревался детально рассмотреть «русскую форму» земельной собственности. Благодаря Даниельсону у Маркса и Энгельса появилась внушительная библиотека русских изданий по экономике, статистике, финансам, освободительному движению и т. д.
Первые русские марксисты с нетерпением ожидали выхода перевода уже второго тома. Свои услуги в качестве переводчицы предложила Энгельсу Вера Засулич, но тот ответил ей отказом, считая всё же более подходящим переводчиком Германа Лопатина. Тем не менее очередной арест Лопатина помешал осуществиться планам Энгельса, и следующий второй том «Капитала» в переводе Даниельсона вышел (после смерти Маркса) в декабре 1885 года вслед за выходом оригинала в Германии в июле. Третий том опубликован Даниельсоном в 1896 году после смерти Энгельса. (Энгельс издал его в Германии в 1894 году). В 1898 году Даниельсон выпускает второе и третье издание первого тома «Капитала». Качество нового перевода первого тома «Капитала» вызвало единственное возражение в 1908 году А. С. Изгоева.
О выходе третьего тома «Капитала» существует следующая легенда:

«Он лежал в цензуре целый год, и все старания переводчика (Даниельсон — Николай—он) не приводили ни к чему. Вдруг Соловьёв (начальник цензуры) получает бумагу из жандармского ведомства, где последнее пишет, что, узнав о готовящемся выходе в свет III тома „Капитала“, оно считает нужным предупредить, что это книга опасная, что её находят у всех арестованных и т. д. Соловьёв рассвирепел: „Учить меня хотят?! Выпустить книгу!“, и III том был выпущен».— М. О. Гершензон

### Расцвет издательской деятельности

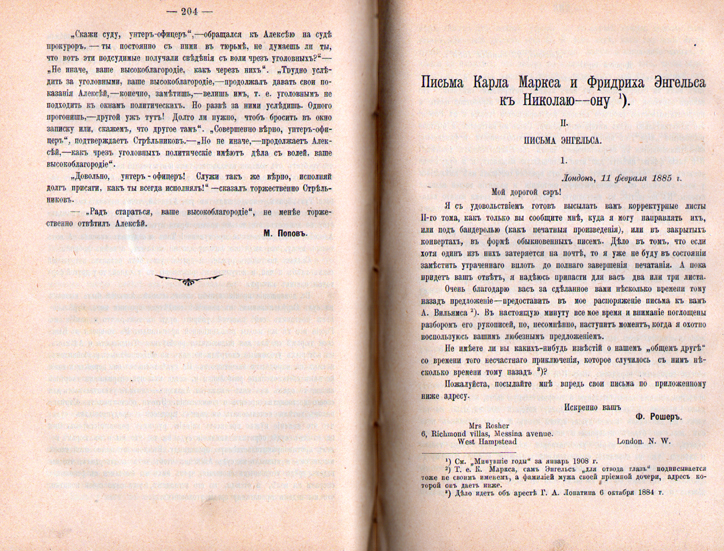
Февральский № журнала «Минувшие годы» 1908 года

Помимо главного своего труда Даниельсон зимой 1873—1874 года принял участие в издании за рубежом «Писем без адреса» Н. Г. Чернышевского редакцией журнала П. Л. Лаврова «Вперёд». Кроме этого по просьбе Маркса в 1881—1883 годах он впервые познакомил русских читателей с переводами работ зятя Маркса Поля Лафарга. Его статьи появлялись в журналах «Устои» и «Отечественные записки». В 1895 году при содействии Даниельсона и, возможно, в его переводе в журнале Русское богатство под псевдонимом Av. появляется цикл из шести статей под общим названием «Письма из Англии». Их автор — другой зять Маркса Эдуард Эвелинг и дочь Маркса Элеонора Эвелинг, Даниельсон был причастен также к публикации работы Энгельса «Марка» в 1900 году в «Русском богатстве». После революции 1905 года появляется, наконец, возможность публикации многолетней переписки Карла Маркса и Фридриха Энгельса с Даниельсоном. Сначала письма в переводе Германа Лопатина были напечатаны в журнале «Минувшие годы» в 1908 году, а затем, дополненные письмом Карла Маркса в редакцию «Отечественных записок» и предисловием Даниельсона, в том же году были изданы Даниельсоном отдельным изданием.

## Публицистическая деятельность

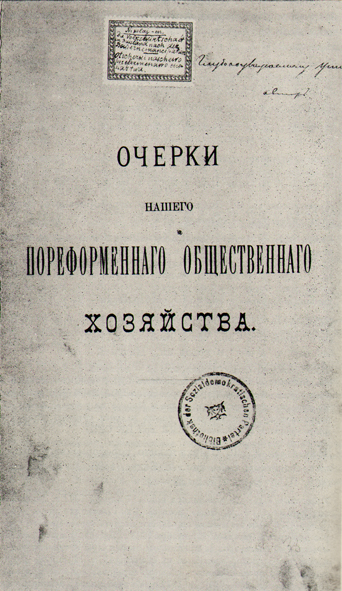
Оттиск статьи Даниельсона из журнала «Слово» с дарственной надписью К.Марксу, 1880 год

Предметом научных интересов Даниельсона всю жизнь было изучение экономики России в пореформенную эпоху.
Даниельсон начал публиковать самостоятельные работы лишь с 1880 года. Первой публикацией были «Очерки нашего пореформенного общественного хозяйства», напечатанные в журнале «Слово», 1880, № 10.
Здесь на основании многочисленных статистических выкладок он исследовал состояние российской экономики в эпоху александровских реформ. «Очерки» встретили сочувственный отклик как в России, так и за рубежом (К. Маркс). В 1893 году Даниельсон переиздал «Очерки» отдельной книгой, где ранняя статья стала первой частью работы. Книга, дополненная новыми актуальными материалами, стала наряду с работами В. П. Воронцова основным экономическим обоснованием либерального народничества. Борьба либерального народничества и марксизма, расколовшая русскую интеллигенцию на два враждующих лагеря, стала основным содержанием идеологического противостояния в русской политико-экономической науке в 1890-е годы.
В своих взглядах на экономическое развитие России Даниельсон делал упор на русскую общину, которая по его мысли должна была помочь избежать ужасов капиталистической эксплуатации, поскольку содержала в себе зародыш социалистического способа производства и распределения товара. В качестве доказательства этого положения Даниельсон ссылался на известное письмо Маркса в редакцию «Отечественных записок» (1877 год). Даниельсон был в числе тех лиц, кто был причастен к написанию Марксом этого письма и публикации его в 1888 году в журнале «Юридический вестник».
Его литературные противники из марксистского лагеря характеризовали его деятельность следующим образом:

«Ни один автор того времени — ни Воронцов, ни Кривенко, ни сам Михайловский — своей критикой марксизма и нападками на его адептов не доставил нам столько хлопот… как Н—он (Даниельсон)… Целый „Монблан“ статистических выкладок, большая эрудиция, навык оперировать экономическими понятиями, наконец, обаяние первого переводчика Маркса — сделали его наиболее серьёзным противником». — М. А. Сильвин, член петербургского «Союза борьбы за освобождение рабочего класса»

## Даниельсон в частной жизни

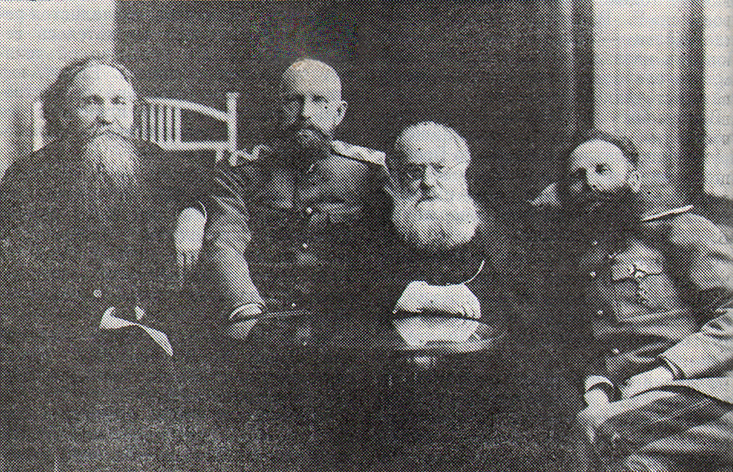
С семьёй Лопатиных (Всеволод, Сергей, Герман и Николай) Даниельсон был связан долгие годы

Жизнь Даниельсона, в отличие от жизни его беспокойного друга Германа Лопатина, протекала внешне монотонно и бесстрастно. Размеренная, отмеченная устойчивыми привычками кабинетного учёного, она порой вызывала нарекания темпераментного и жизнелюбивого Германа Александровича, упрекавшего друга в избытке академической сухости:

«Ты никогда не был любителем живой жизни и того, что наиболее приближается к ней в литературе. Жизнь начинает интересовать тебя только после прохода через лабораторию, только в своих отражениях научных и художественных». — Г. А. Лопатин ИРЛИ, р. I, оп. 15, ед. хр. 84, л. 33 об.
Даниельсона отличала аккуратность, пунктуальность, исключительная воздержанность, около 30 лет он жил на одной скромной квартире, был донельзя застенчив в многолюдных обществах, избегал публичных диспутов. За двадцать пять лет знакомства с Марксом и Энгельсом он так ни разу лично не свиделся с ними. При всём при этом он не был педантом и скупцом. Он был женат и имел дочь.

«Рано вставал и шёл купаться в Неву; купался же он до самых заморозков. Ходил всегда легко одетым. Был очень воздержан в пище… Аккуратно, как хронометр, ходил на службу, всё же послеобеденное время работал дома… принадлежал к тому редкому вообще, а не только у нас в России, типу людей, которые занимаются наукой, не связывая с ней добывания средств к существованию, а работающего в её области ради самой науки». — Д. И. Рихтер
Под своей настоящей фамилией Даниельсон никогда не выступал, а подписывался псевдонимом Николай —он и его вариациями. В 1898 году Н. К. Михайловский предложил ему вступить в Союз взаимопомощи русских писателей, но Даниельсон отказался, так как необходимость раскрыть псевдоним и сослаться на авторство прежних работ ставила под удар его работу в ОВК.
Даниельсон был в числе тех, кто накануне 9 января 1905 года в депутации учёных и литераторов к С. Ю. Витте, возглавляемой Максимом Горьким, пытался предотвратить расстрел мирных демонстрантов.
Даниельсон умер 3 июля 1918 года в Петрограде в Ольгинской больнице на семьдесят пятом году жизни.

### Адреса в Санкт-Петербурге
Николай Францевич Даниельсон жил по адресу: Мойка, 27. С 1891 года и до смерти он проживал на Большой Конюшенной улице, дом № 8, квартира 7. В 2009 году здесь открылся Дом Финляндии. В начале 2018 г. Госдума ратифицировала межправительственное соглашение о продаже этого дома площадью 4,5 тыс. м2 правительству Финляндии. Служил в Обществе взаимного кредита по адресу: набережная Екатерининского канала, д. 17. (ныне — канал Грибоедова, д. № 13.).

### Список произведений

#### Оригинальные исследования

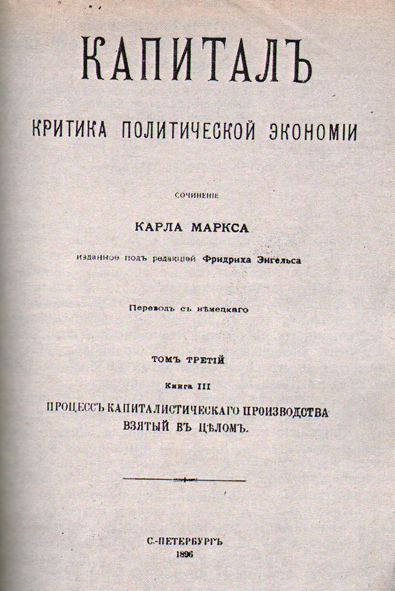
«Капитал», титульный лист третьего тома, 1896 год

- Очерки нашего пореформенного общественного хозяйства. — СПб., 1880. — 66 с.
- Очерки нашего пореформенного общественного хозяйства. — СПб., 1893. — XVI, 353 с.
- Die Volkswirtschaft in Russland nach d. Bauern-Emancipation. — 1899, München.
- Histoire du developpement economique de la Russie depuis l’affranchissement des serfs. — 1902, Paris.

#### Статьи
- Очерки нашего пореформенного общественного хозяйства. — Слово, 1880, № октябрь;
- Апология власти денег как признак времени. // Русское богатство, 1895, январь, февраль;
- Что же значит экономическая необходимость? // Русское богатство, 1895, март;

#### Переводчик
- Карл Маркс. Капитал. Критика политической экономии. Том первый. Процесс производства капитала. — Издание Н. П. Полякова, СПб., 1872 г., 692 стр. Тир. 3000 экз.
- Карл Маркс. Капитал. Критика политической экономии. Том второй. Процесс обращения капитала. Издание под редакцией Фридриха Энгельса. — СПб., 1885 г. Тир. 3030 экз.
- Карл Маркс. Капитал. Критика политической экономии. Том третий. Процесс капиталистического производства, взятый в целом. Издание под редакцией Фридриха Энгельса. — 1896 г. СПб. Тир. 3020 экз.
- Карл Маркс. Капитал. Критика политической экономии. Том первый. — Процесс производства капитала. Издание второе, исправленное и дополненное по четвёртому немецкому изданию. — СПб., 1898 г.
- Карл Маркс. Капитал. Критика политической экономии. Том первый. — Издание третье, СПб., 1898 г.
- Карл Маркс. Письмо в редакцию «Отечественных записок», // Юридический вестник, 1888, октябрь.
- Поль Лафарг. Движение поземельной собственности во Франции. — Устои, 1881, декабрь, 1882, март. [Авторство перевода предположительно].
- Поль Лафарг. Хлебная промышленность на северо-западе американских Соединённых Штатов. // Отечественные записки, 1883, июнь, июль. [Авторство перевода предположительно].
- Элеонора и Эдуард Эвелинги. Письма из Англии. // Русское богатство, 1895, январь, февраль, апрель, май, июль, август. [Авторство перевода предположительно].

#### Издатель

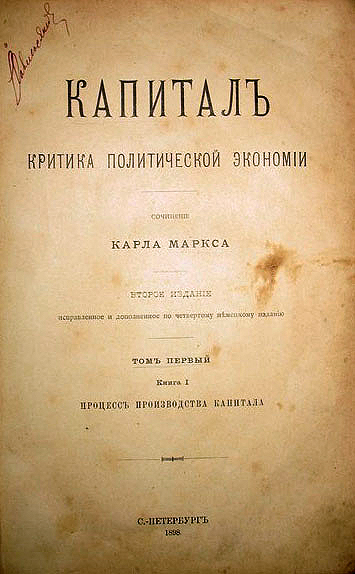
«Капитал», титульный лист нового перевода первого тома, 1898 год

- Карл Маркс. Капитал. Критика политической экономии. Том второй. Процесс обращения капитала. Издание под редакцией Фридриха Энгельса. — СПб., 1885 г. Тир. 3030 экз.
- Карл Маркс. Капитал. Критика политической экономии. Том третий. Процесс капиталистического производства, взятый в целом. Издание под редакцией Фридриха Энгельса. — 1896 г. СПб. Тир. 3020 экз.
- Карл Маркс. Капитал. Критика политической экономии. Том первый. — Процесс производства капитала. Издание второе, исправленное и дополненное по четвёртому немецкому изданию. — СПб., 1898 г.
- Карл Маркс. Капитал. Критика политической экономии. Том первый. — Издание третье, СПб., 1898 г.
- Маркс, Карл. Письма Карла Маркса и Фридриха Энгельса к Николаю-ону [Н. Ф. Даниельсону] : С прил. некоторых мест из их писем к другим лицам / Пер. Г. А. Лопатин. — СПб. : Тип. А. Бенке, 1908. Тираж 3000 экз.